# USA:s federala appellationsdomstolar

Indelning av federala distrikts- och appellationsdomstolar i USA.

USA:s federala appellationsdomstolar (engelska: United States courts of appeals) är de appellationsdomstolar i USA som ingår i den federala statsmakten och som ingår i dess domstolsväsende. I USA finns även ett delstatligt domstolsväsende som dömer efter den egna lagstiftningen i varje delstat och som existerar parallellt.
De federala appellationsdomstolarna är indelad i 13 kretsar (engelska: circuits) och varje appellationsdomstol hör överklaganden från federala distriktsdomstolar ingående i respektive krets, eller i vissa fall överklaganden av beslut från särskilda myndigheter. Avgöranden i en federal appellationsdomstol kan överklagas till USA:s högsta domstol. Appellationsdomstolarna har lagprövningsrätt och härleder sina befogenheter från artikel 3 i USA:s konstitution som en del av den dömande makten och därmed jämbördig med både den lagstiftande (USA:s kongress) och den verkställande makten (USA:s president).

## Bakgrund och funktion
Det nuvarande systemet med federala appellationsdomstolar infördes med Judiciary Act of 1891, även kallad för Evarts Act.
De federala appellationsdomstolarna anses vara bland de mest inflytelserika domstolarna i USA, då de, för det första, kan skapa prejudikat i domkretsar som omfattar miljontals invånare och har därför en stor inverkan på amerikansk rätt och, för det andra, eftersom USA:s högsta domstol varje år tar upp till prövning endast drygt 2% av de omkring 7 500 mål som överklagas dit årligen så faller det slutliga avgörandet oftast i en appellationsdomstol.
Det finns enligt lag 179 domarbefattningar i de federala appellationsdomstolarna. Likt andra federala domare nomineras de av USA:s president, som måste invänta senatens råd och samtycke (engelska: advice and consent, i praktiken godkännande) innan en slutlig utnämning kan ske. En domarutnämning är på livstid och under 2021 var årslönen för en federal domare i en appellationsdomstol $231 800. Den verkliga numerären av tjänstgörande domare varierar dock eftersom frivilligt ålderspensionerade domare kan återgå i tjänst utan att det påverkar antalet som är fastställt i lag

## Federala appellationsdomstolar och kretsar
Det finns elva numrerade kretsar samt en särskild krets för District of Columbia (som funktionsmässigt motsvarar en delstatlig appellationsdomstol). Nionde kretsen omfattar hela USA:s västkust och cirka 20 % av landets befolkning är bosatt inom kretsen. Tionde kretsen är unik i att den omfattar mindre delar av Idaho och Montana på grund av att Wyomings juridiska distrikt täcker hela Yellowstone nationalpark. Den trettonde kretsen är den federala kretsen (engelska: Federal Circuit) till vilken särskilda ärenden överklagas utan geografisk begränsning. 
| Sigill | Domkrets Apellationsdomstolens namn Förkortning                                                            | Domstolsbyggnad Säte                                       | Inrättad | Omfattar | Karta | Notering          |
| ------ | --- | ---------------------------------------------------------- | -------- | --- | --- | ----------------- |
|        | First Circuit United States Court of Appeals for the First Circuit 1st Cir.                                | John Joseph Moakley Federal Courthouse Boston              | 1891     | - Maine - Massachusetts - New Hampshire - Puerto Rico - Rhode Island | | [ 4 ] [ 5 ]       |
|        | Second Circuit United States Court of Appeals for the Second Circuit 2d Cir.                               | Thurgood Marshall Federal Courthouse New York              | 1891     | - Connecticut - New York - Vermont | | [ 4 ] [ 5 ]       |
|        | Third Circuit United States Court of Appeals for the Third Circuit 3d Cir.                                 | James A. Byrne Federal Courthouse Philadelphia             | 1891     | - Amerikanska Jungfruöarna - Delaware - New Jersey - Pennsylvania | | [ 4 ] [ 5 ]       |
|        | Fourth Circuit United States Court of Appeals for the Fourth Circuit 4th Cir.                              | Lewis F. Powell Jr. Federal Courthouse Richmond            | 1891     | - Maryland - North Carolina - South Carolina - Virginia - West Virginia | | [ 4 ] [ 5 ]       |
|        | Fifth Circuit United States Court of Appeals for the Fifth Circuit 5th Cir.                                | John Minor Wisdom Federal Courthouse New Orleans           | 1891     | - Louisiana - Mississippi - Texas | | [ 4 ] [ 5 ]       |
|        | Sixth Circuit United States Court of Appeals for the Sixth Circuit 6th Cir.                                | Potter Stewart Federal Courthouse Cincinnati               | 1891     | - Kentucky - Michigan - Ohio - Tennessee | | [ 4 ] [ 5 ]       |
|        | Seventh Circuit United States Court of Appeals for the Seventh Circuit 7th Cir.                            | Dirksen Federal Building Chicago                           | 1891     | - Illinois - Indiana - Wisconsin | | [ 4 ] [ 5 ]       |
|        | Eighth Circuit United States Court of Appeals for the Eighth Circuit 8th Cir.                              | Thomas F. Eagleton Federal Courthouse St. Louis            | 1891     | - Arkansas - Iowa - Minnesota - Missouri - Nebraska - North Dakota - South Dakota | | [ 4 ] [ 5 ]       |
|        | Ninth Circuit United States Court of Appeals for the Ninth Circuit 9th Cir.                                | James R. Browning Federal Courthouse San Francisco         | 1891     | - Alaska - Arizona - Guam - Hawaii - Idaho - Kalifornien - Montana - Nevada - Nordmarianerna - Oregon - Washington | | [ 4 ] [ 5 ]       |
|        | Tenth Circuit United States Court of Appeals for the Tenth Circuit 10th Cir.                               | Byron White Federal Courthouse Denver                      | 1929     | - Colorado - Kansas - New Mexico - Oklahoma - Utah - Wyoming | | [ 4 ] [ 5 ]       |
|        | Eleventh Circuit United States Court of Appeals for the Eleventh Circuit 11th Cir.                         | Elbert P. Tuttle Federal Courthouse Atlanta                | 1981     | - Alabama - Florida - Georgia | | [ 4 ] [ 5 ]       |
|        | District of Columbia Circuit United States Court of Appeals for the District of Columbia Circuit D.C. Cir. | E. Barrett Prettyman Federal Courthouse Washington, D.C.   | 1893     | - District of Columbia | | [ 4 ] [ 5 ]       |
|        | Federal Circuit United States Court of Appeals for the Federal Circuit Fed. Cir. alt C.A.F.C.              | Howard T. Markey National Courts Building Washington, D.C. | 1982     | Den enda appellationsdomstolen vars jurisdiktion inte är geografiskt avgränsad. Överklaganden från federala myndigheter med säte i huvudstaden samt från vissa specialdomstolar som United States Court of International Trade liksom i patent- och varumäresmål. | Den enda appellationsdomstolen vars jurisdiktion inte är geografiskt avgränsad. Överklaganden från federala myndigheter med säte i huvudstaden samt från vissa specialdomstolar som United States Court of International Trade liksom i patent- och varumäresmål. | [ 6 ] [ 5 ] [ 7 ] |